# Tytus (album)
Tytus – pierwszy solowy album Tytusa Wojnowicza.
Nagrania uzyskały status dwukrotnej platynowej płyty.

## Lista utworów i wykonawcy
- Tytus Wojnowicz – obój
- Piotr Rubik – instrumenty klawiszowe i aranżacje
- Wojciech Kowalewski – perkusja i instrumenty perkusyjne

| 1.  | "Uwertura dla M."                                                                           | 4:16  |
|     | - Adam Zarzycki – skrzypce - Michał Grymuza – gitary                                        |       |
| 2.  | "Pejzaż trochę rockowy"                                                                     | 4:10  |
|     | - Adam Zarzycki – skrzypce - Michał Grymuza – gitary - Mariusz „Fazi” Mielczarek – saksofon |       |
| 3.  | "Paco Allegretto"                                                                           | 3:26  |
|     | - Adam Zarzycki – skrzypce - Michał Grymuza – gitary                                        |       |
| 4.  | "Brahms w deszczu"                                                                          | 4:58  |
|     | - Adam Zarzycki – skrzypce - Mariusz „Fazi” Mielczarek – saksofon                           |       |
| 5.  | "Letnia kołysanka"                                                                          | 3:47  |
|     | - Adam Zarzycki – skrzypce - Michał Grymuza – gitary - Mariusz „Fazi” Mielczarek – saksofon |       |
| 6.  | "Widok z lotu ptaka"                                                                        | 4:08  |
|     | - Michał Grymuza – gitary - Mariusz „Fazi” Mielczarek – saksofon                            |       |
| 7.  | "Kaprys pana P."                                                                            | 3:14  |
|     | - Adam Zarzycki – skrzypce - Michał Grymuza – gitary - Mariusz „Fazi” Mielczarek – saksofon |       |
| 8.  | "Fatamorgana o świcie"                                                                      | 4:39  |
|     | - Adam Zarzycki – skrzypce - Michał Grymuza – gitary - Hanna Turonek – flet                 |       |
| 9.  | "Jezioro z łabędziem"                                                                       | 4:05  |
|     | - Michał Grymuza – gitary - Mariusz „Fazi” Mielczarek – saksofon - Hanna Turonek – flet     |       |
| 10. | "Greensleeves"                                                                              | 4:22  |
|     | - Adam Zarzycki – skrzypce - Michał Grymuza – gitary - Hanna Turonek – flet                 |       |
| 11. | "Tańcząc w słońcu"                                                                          | 4:29  |
|     | - Michał Grymuza – gitary - Mariusz „Fazi” Mielczarek – saksofon - Hanna Turonek – flet     |       |
| 12. | "Coda D'amore"                                                                              | 3:25  |
|     | - Adam Zarzycki – skrzypce                                                                  |       |
|     |                                                                                             | 48:59 |
|     |                                                                                             |       |
- Andrzej Martyniak – realizacja nagrań